# F.C. Vizela
Futebol Clube de Vizela là một câu lạc bộ bóng đá chuyên nghiệp Bồ Đào Nha có trụ sở tại Vizela, quận Braga. Được thành lập vào năm 1939, đội hiện đang chơi ở Primeira Liga. Sân vận động câu lạc bộ bóng đá Vizela với sức chứa 6.100 người hiện là sân nhà của câu lạc bộ

## Cầu thủ

### Đội hình hiện tại
Tính đến ngày 15/2/2024
Ghi chú: Quốc kỳ chỉ đội tuyển quốc gia được xác định rõ trong điều lệ tư cách FIFA. Các cầu thủ có thể giữ hơn một quốc tịch ngoài FIFA.
| Số | VT | Quốc gia       | Cầu thủ                                         |
| -- | -- | -------------- | ----------------------------------------------- |
| 1  | TM | Ý              | Francesco Ruberto                               |
| 2  | HV | Bồ Đào Nha     | Hugo Oliveira                                   |
| 4  | HV | Bồ Đào Nha     | Jota Gonçalves                                  |
| 5  | HV | Brasil         | Anderson                                        |
| 6  | HV | Brasil         | Matheus Pereira                                 |
| 8  | TV | Hoa Kỳ         | Alex Mendez                                     |
| 9  | TĐ | Serbia         | Sava Petrov                                     |
| 10 | TV | Bồ Đào Nha     | Domingos Quina (mượn từ Udinese)                |
| 11 | TĐ | Pháp           | Amadou Ba-Sy                                    |
| 14 | TĐ | Cộng hòa Congo | Dylan Saint-Louis                               |
| 17 | TĐ | Venezuela      | Matías Lacava (mượn từ Academia Puerto Cabello) |
| 19 | HV | Ukraina        | Orest Lebedenko                                 |
| 20 | TV | Bồ Đào Nha     | Samu (đội trưởng)                               |

| Số | VT | Quốc gia    | Cầu thủ                               |
| -- | -- | ----------- | ------------------------------------- |
| 22 | TV | Serbia      | Aleksandar Busnić (mượn từ Vojvodina) |
| 23 | TV | Iraq        | Osama Rashid                          |
| 25 | HV | Bồ Đào Nha  | Rodrigo Escoval                       |
| 28 | TV | Bồ Đào Nha  | Bruno Costa                           |
| 29 | TĐ | Tây Ban Nha | Alberto Soro (mượn từ Granada)        |
| 34 | TV | Tây Ban Nha | Pedro Ortiz (mượn từ Sevilla)         |
| 73 | TM | Serbia      | Nikola Bursać                         |
| 75 | TV | Bỉ          | Jason Lokilo (mượn từ Hull City)      |
| 82 | HV | Bồ Đào Nha  | Tomás Silva                           |
| 90 | TV | Bồ Đào Nha  | Diogo Nascimento                      |
| 97 | TM | Croatia     | Fabijan Buntić                        |
| 99 | TĐ | Pháp        | Samuel Essende                        |